# 地下茎
地下茎（ちかけい、英: underground stem, subterranean stem）とは、通常の状態として地下にある茎の総称であり、その形態・機能は多様である（下図1）。これに対して、地表より上に伸びる茎は、地上茎 (aerial stem, epigeal stem, terrestrial stem) とよばれる。地上茎の中には、地表面を這って伸びる匍匐茎もあり、地下茎との区分は必ずしも明瞭ではない。地下茎の中には、地表直下にあるものから地下深くを伸びるものまであり、ハスのように水底下の地中に位置するものもある（レンコン）。地下茎は、その形態や構造に応じて、根茎、球茎、塊茎、鱗茎に区分されることが多い。
地下茎は地中にある点で根と類似するが、ふつう葉（鱗片葉など）を付けること（しばしばその跡が残る）、根冠や根毛がないことなどにより区別できる。また多くの場合、維管束の配置が根とは異なる。
根と同様に、地下茎は植物体を土壌に固着させる役割を担い、また地下茎からはふつう根（不定根）が生じている。さらに地下茎は養分を貯蔵し、生育不適期（冬など）の耐久構造となりその後に新たな地上部を生じたり、母体から切り離されて新たな個体となる（栄養繁殖）ことに用いられるものも多い。
地下茎の中には、ジャガイモ、タマネギ、ニンニク、サトイモ、ウコンなど食用や薬用に用いられる例がある。

## さまざまな地下茎
地下茎とは地下にある茎の総称であり、異なる形態・機能をもつさまざまなタイプに類別される。ただしこれらの区分は便宜的で必ずしも明瞭ではなく、球茎を塊茎に含めることもある。また地下茎と根茎を同義とすることもある。

### 根茎
下記の球茎や塊茎、鱗茎のような特殊化が見られない地下茎は、根茎（こんけい; rhizome, root stock）と総称される（下図2）。スギナ（トクサ科）、ワラビ（コバノイシカグマ科）、ドクダミ（ドクダミ科）、ギボウシ（キジカクシ科）、ススキ（イネ科）、タケニグサ（ケシ科）、ワサビ（アブラナ科）、スイバ（タデ科）、シシウド（セリ科）など根茎をもつ植物は、根茎植物 (rhizomatous plants) ともよばれる。またノキシノブ（ウラボシ科）のような着生植物に見られる基物（樹幹など）上を這う茎は、地中にはないが、慣習的にふつう根茎とよばれる。根茎は、位置や伸長方向などによって以下のように類別されることがある。
地中を水平方向に伸びる根茎を横走根茎 (horizontal rhizome) という（下図2a）。特に節間が長い横走根茎は匍匐根茎 (creeping rhizome, stoloniform rhizome) ともよばれる。このように水平に伸びる根茎は、特に地表面直下にある場合は地表を這う匍匐茎 (creeping stem, repent stem) との区別が不明瞭なこともある。一方、地中を垂直方向に伸びる根茎を直立根茎 (vertical rhizome) という（下図2d）。
また上記の根茎のタイプのうち、いずれか1つだけをもつ根茎は単一根茎 (simple rhizome) とよばれる。一方、2つ以上のタイプの根茎（例：匍匐根茎と直立根茎）、または根茎と共に塊茎のような特殊な地下茎（下記参照）をもつものは複合根茎 (compound rhizome) とよばれる。
根茎のうち、最初から地中にあるものを一次根茎 (primary rhizome) という。一方、地上にあったものが地中に移行して根茎となったものを二次根茎 (secondary rhizome) という。普通葉や花茎の名残があるものは地上茎であったことを示しており、二次根茎であることが分かる。二次根茎は、ショウジョウバカマ（シュロソウ科）やカラハナソウ（アサ科）などに見られる。
節にむかごを形成する根茎は、珊瑚状地下茎 (coral-shaped stem) とよばれ、スギナ (トクサ科) などに見られる。また、鱗片葉が形成されて細長い松かさ状になったものは、尾状地下茎 (scaly rhizome) とよばれ、アキメネス属 (Achimenes) などイワタバコ科に見られる。チョロギ（シソ科）やリボングラス（イネ科）では根茎の節間が膨れて全体が念珠状になり、念珠茎や念珠状地下茎 (ringed stem) とよばれる（上図2e）。念珠茎は塊茎の一型とされることもある。

### 球茎
地上茎の基部に形成され、ほぼ球形に肥大した地下茎は球茎（きゅうけい; corm）とよばれる (下図3)。芽を1個だけ生じるものとする定義や、薄皮で包まれたものとする定義もあり、また塊茎と区分しないこともある。複数の節・節間が肥大したものであり、環状の節・節間が見られる。サトイモやテンナンショウ属（サトイモ科）、クワイ（オモダカ科）、クロッカス（アヤメ科）、シラン（ラン科）、エゾエンゴサク（ケシ科）、イシモチソウ（モウセンゴケ科）などに見られる。コールラビ（アブラナ科）の可食部も球茎とよばれることがあるが、これは地上茎に形成されたものである。
球茎に類似した用語として球根があるが、これは植物形態学における専門用語ではなく、地下茎や根に養分が貯蔵されて肥大化し、休眠能をもつ構造の総称である。園芸などにおいては、クロッカス、グラジオラス、フリージア（アヤメ科）などの球茎、アネモネ（キンポウゲ科）、ベゴニア（シュウカイドウ科）、シクラメン（サクラソウ科）などの塊茎、チューリップ（ユリ科）、スイセン（ヒガンバナ科）、ヒヤシンス（キジカクシ科）などの鱗茎、カンナ（カンナ科）などの根茎、ダリア（キク科）などの塊根を球根とよぶ。

### 塊茎
地下茎に側生または先端に形成され、球形や不定形に肥大したものは塊茎（かいけい; tuber, stem tuber）とよばれる (下図4)。ふつう複数の芽をもち、薄皮で包まれていない。よく知られた例としてジャガイモ（ナス科）があり、他にもヤマノイモ（ヤマノイモ科）、エゾシロネ（シソ科）、キクイモ（キク科）などがある。。
カラジウム（サトイモ科）やアネモネ（キンポウゲ科）、ジャガイモ（ナス科）のように毎年母球が消耗して子球に更新されるもの（更新型）と、シクラメン属（サクラソウ科）やグロキシニア（イワタバコ科）のように毎年付加されて更新されないもの（非更新型）がある。

### 鱗茎
地下茎を中軸とし、周囲に肉質の葉（鱗茎葉; bulb leaf）が多数密生しているものは鱗茎（りんけい; bulb）とよばれる (下図5)。鱗茎の主体は葉（鱗茎葉）であり、茎ではない。身近な例としてタマネギ（ヒガンバナ科）があり、他にニンニク（ヒガンバナ科）、ヒヤシンス（キジカクシ科）、ユリ属、チューリップ（ユリ科）などに見られる。1個体に、主鱗茎の他に複数の小型の鱗茎が形成される場合、小型のものは小鱗茎（しょうりんけい; bulbil）とよばれる。
タマネギのように鱗茎葉が層状に重なったものを層状鱗茎 (tunicated bulb)（下図5a–e）、ユリ（ユリ根）のように爪状のはがれやすい鱗茎葉が瓦状に重なったものは鱗状鱗茎 (non-tunicated bulb)（下図5f）とよばれる。また、層状鱗茎は最外層が薄皮に覆われるため有皮鱗茎、鱗状鱗は薄皮で覆われないため無皮鱗茎とよばれることもある。層状鱗茎の中には、毎年母球が消耗して子球に更新されるもの（更新型; チューリップ、ダッチアイリスなど）と、母球が維持されて毎年内側に新しい鱗茎葉が付加されるもの（非更新型; アマリリス、スイセン、ヒヤシンスなど）がある。鱗状鱗茎の場合、個々の鱗茎葉がはずれ、そこからも新たな植物体が形成される。
ラン科において、地上茎（地下茎ではない）の一部（複数の節間、1個の節間、節間の一部など由来はさまざま）が肥大したものは、偽鱗茎（仮鱗茎、pseudobulb; 偽球茎、擬球茎、偽球、pseudocorm）とよばれる。単にバルブとよばれることも多いが、bulb（鱗茎）とは異なり茎自体が肥大したものであり、むしろ球茎や根茎に似ている。園芸においては株分けなどに用いられる。（→詳細は「偽鱗茎」を参照）

## 分枝と繁殖

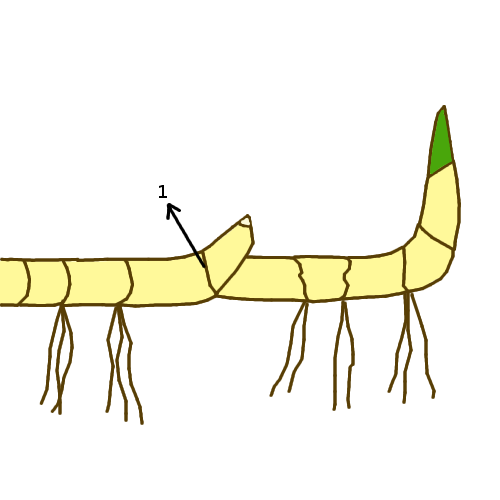
6a. 仮軸分枝する地下茎の模式図

地上茎と同様に、地下茎の分枝も基本的に側方分枝である。ハラン（キジカクシ科）などでは、根茎が主軸となり、側枝として地上茎を生じていく。つまりこの場合、地下茎の分枝は単軸分枝である。レンプクソウ（ガマズミ科）でも同様であるが、この場合は前年分の地下茎が枯死する点で異なる。一方、アマドコロ（キジカクシ科）などでは、地下茎主軸の先端が地上茎となり、その基部の側枝が地下茎として伸長していく（図6a）。つまりこの場合、地下茎の分枝は仮軸分枝である。地下茎では仮軸分枝するものが多い。
例外的に、ヒカゲノカズラ綱の地下茎はその地上茎と同様、二又分枝をする。二又分枝は同等に分枝する場合もあるが、一方が明らかに優勢で主軸状になることもある（二又性仮軸分枝）。
多年生草本では、生育不適期（冬など）に地上部は枯れてしまい、地下茎がその期間を耐えしのぎ、その後再び地上部を生じる生活史をもつものが多い。また母軸が枯死するなどして地下茎が分断すると、これらは新たな個体となることで栄養繁殖を行う（図6b）。さらに毎年地下茎の一部が切り離され、そこから新しい地上部が形成されるが、母体は枯死する草本もあり、分離型地中植物 (separated geophytic plant) とよばれる。分離型地中植物にはトリカブト（キンポウゲ科）、ミズタマソウ（アカバナ科）、モミジガサ（キク科）などがある。
球茎や塊茎、鱗茎では、毎年新しいものが形成される場合（更新型; アネモネ、ジャガイモ、チューリップ、ニンニクなど）と、更新されることなく同じものが持続する場合（非更新型; シクラメン、ヒヤシンス、タマネギなど）がある（図6c）。また球茎や塊茎では、側枝が伸びてその先端が肥大する例（ジャガイモなど）と、側枝がすぐに肥大する例（サトイモなど）がある。後者の場合、"親イモ"と"子イモ"が密接している。

## 利用
地下茎の中には、食用とされるものも多い。身近の例としては、ワラビ（コバノイシカグマ科)、ショウガ（図7a）、ミョウガ、ウコン、カルダモン（ショウガ科）、ハス（ハス科）、ワサビ（アブラナ科）の根茎、サトイモ類（タロイモ）、コンニャク（サトイモ科）、クワイ（オモダカ科）の球茎、ヤマノイモ類（ヤムイモ）（ヤマノイモ科）、ジャガイモ（図7b）（ナス科）、キクイモ（キク科）、チョロギ（シソ科）の塊茎、ユリ類（ユリ科）、タマネギ、エシャロット、ラッキョウ、ニンニク、ノビル（ヒガンバナ科）の鱗茎などがある。
また薬用に利用される例も多く、ウスバサイシン（ウマノスズクサ科）、カラスビシャク（図7c）、テンナンショウ属（サトイモ科）、サジオモダカ（オモダカ科）、アミガサユリ（ユリ科）、ドブクリョウ（サルトリイバラ科）、ヤマノイモ（ヤマノイモ科）、ハナスゲ（キジカクシ科）、オニノヤガラ（ラン科）、ウコン、ショウガ、ガジュツ、カンキョウ、コウリョウキョウ（ショウガ科）、ショウマ、オウレン（図7d）（キンポウゲ科）、エンゴサク（ケシ科）、オオツヅラフジ（ツヅラフジ科）、ダイオウ（タデ科）、トコン（アカネ科）、ゲンチアナ、トウリンドウ（リンドウ科）、アカヤジオウ（ハマウツボ科）、ハシリドコロ（ナス科）、シゴカ、トチバニンジン、ウド（ウコギ科）、センキュウ、キョウカツ、ボウフウ（セリ科）、カノコソウ（スイカズラ科）、オケラ、ホソバオケラ（キク科）の地下茎（根茎や球茎、塊茎、鱗茎）は生薬とされる（根と共に用いられる例もある）。

## ギャラリー

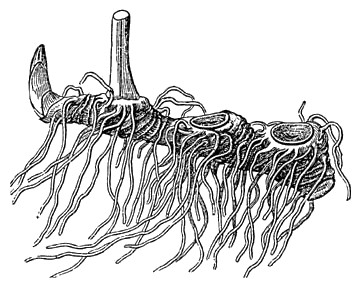
根茎
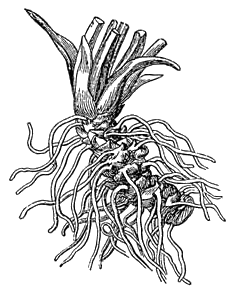
根茎
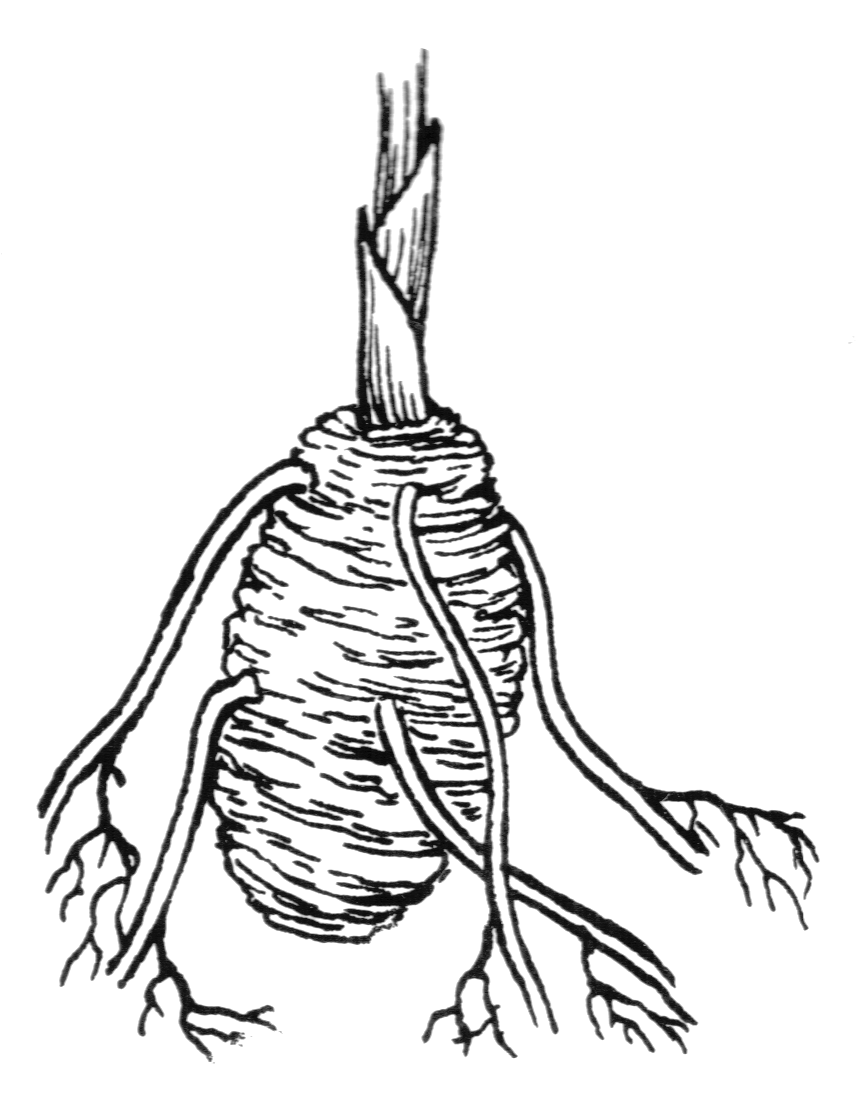
球茎
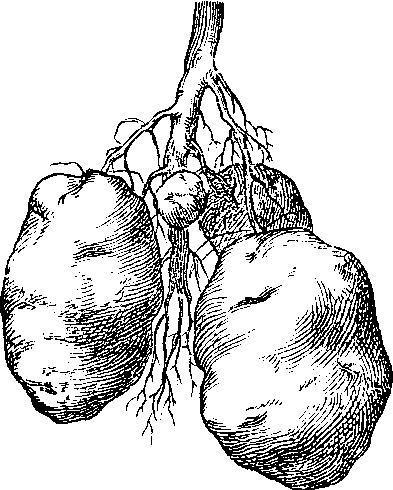
塊茎
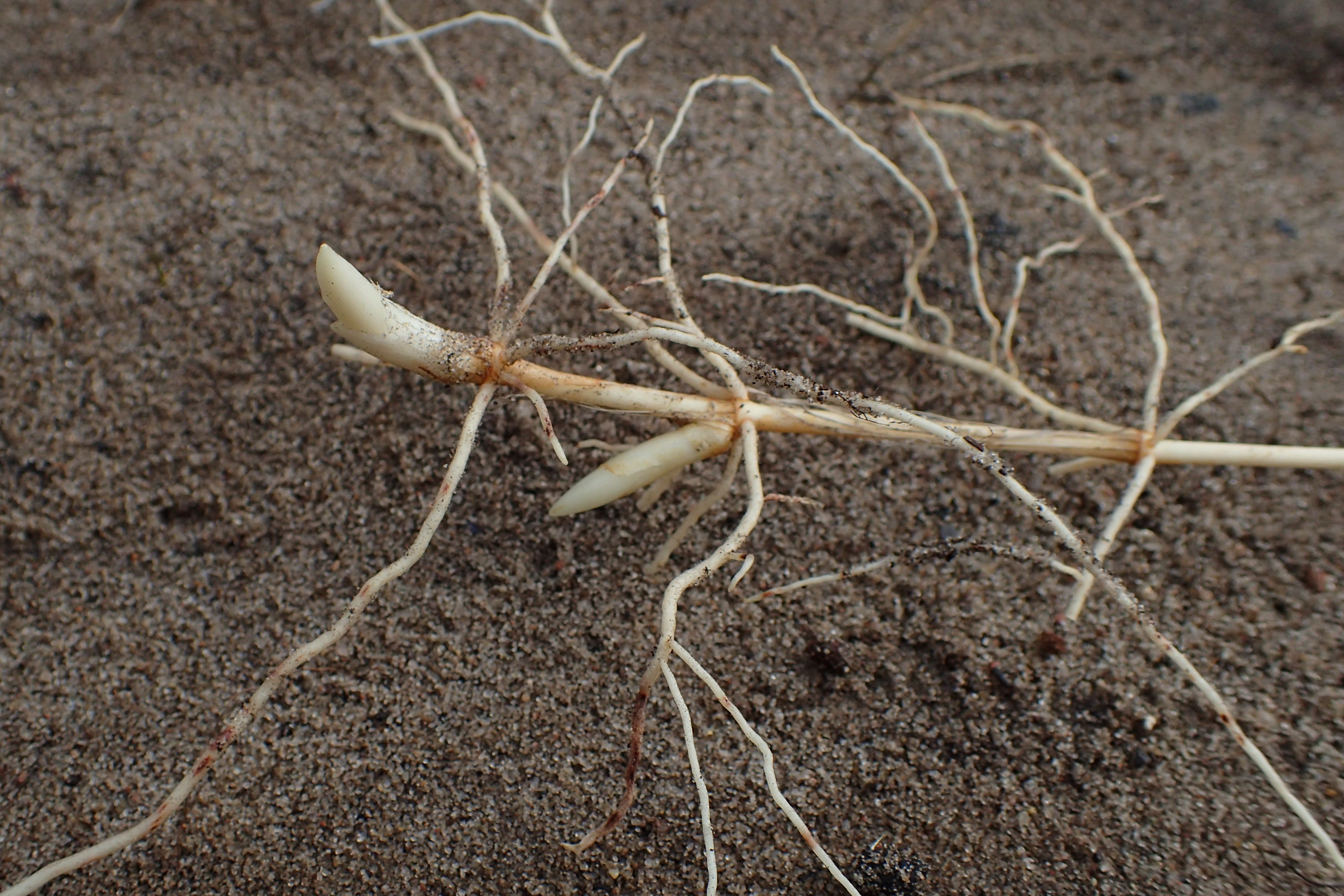
スズラン（キジカクシ科）の根茎
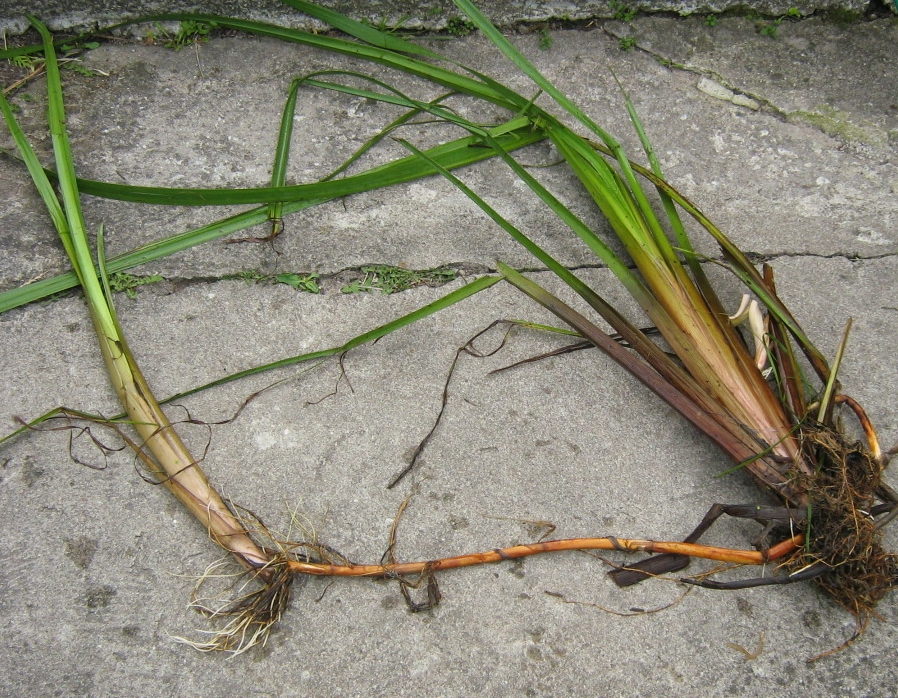
ミクリ（ミクリ科）の根茎
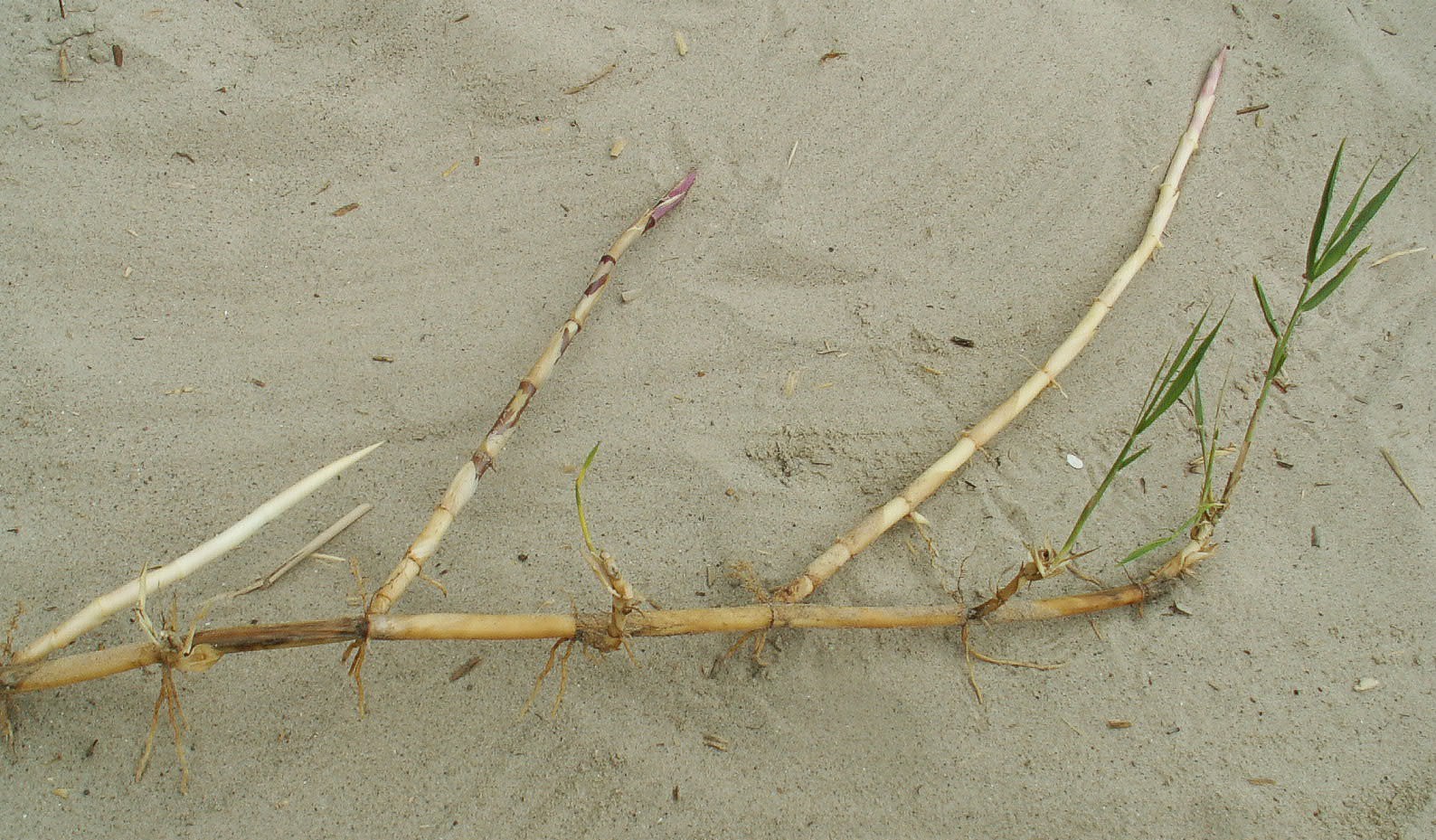
ヨシ（イネ科）の根茎
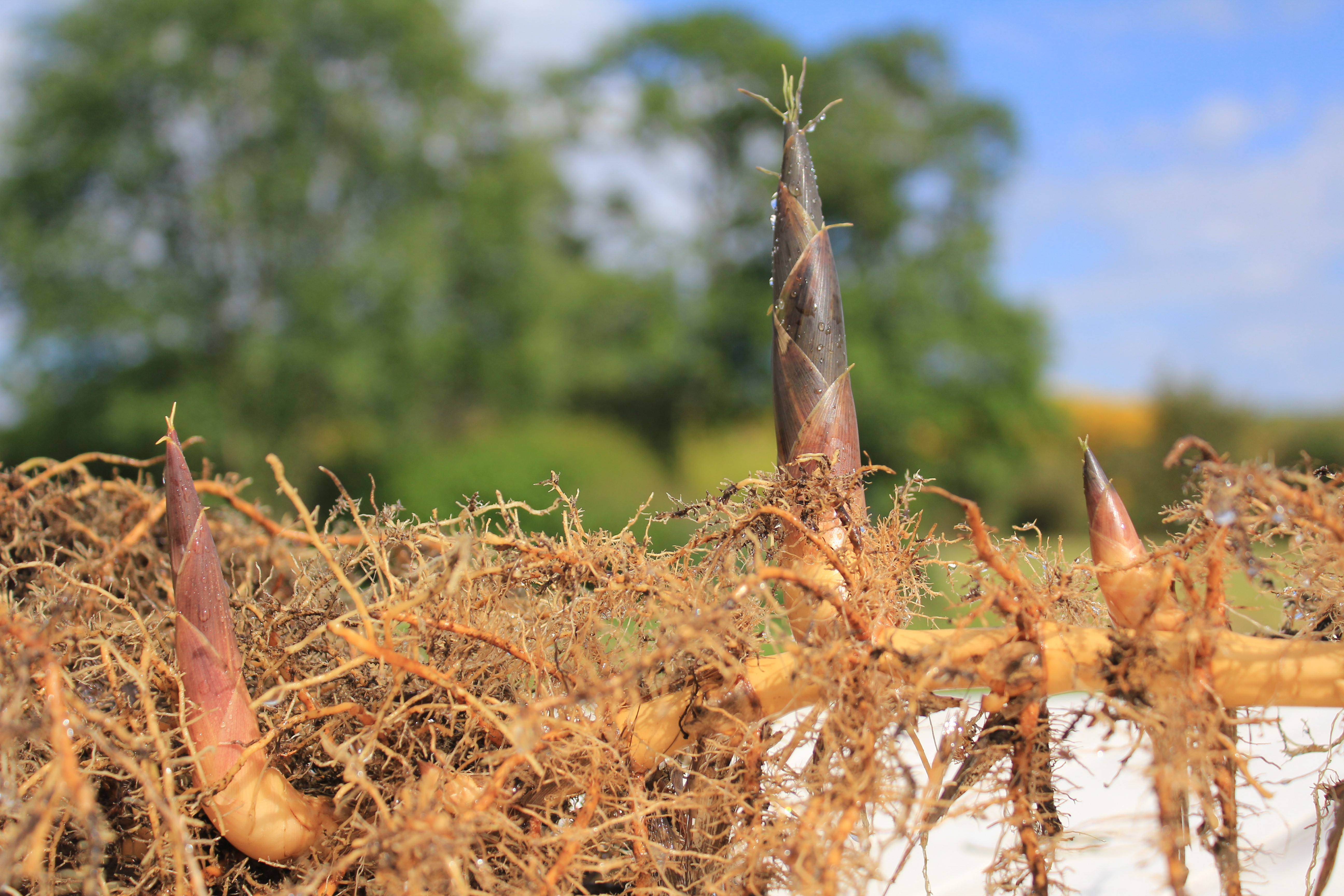
タケ（イネ科）の根茎
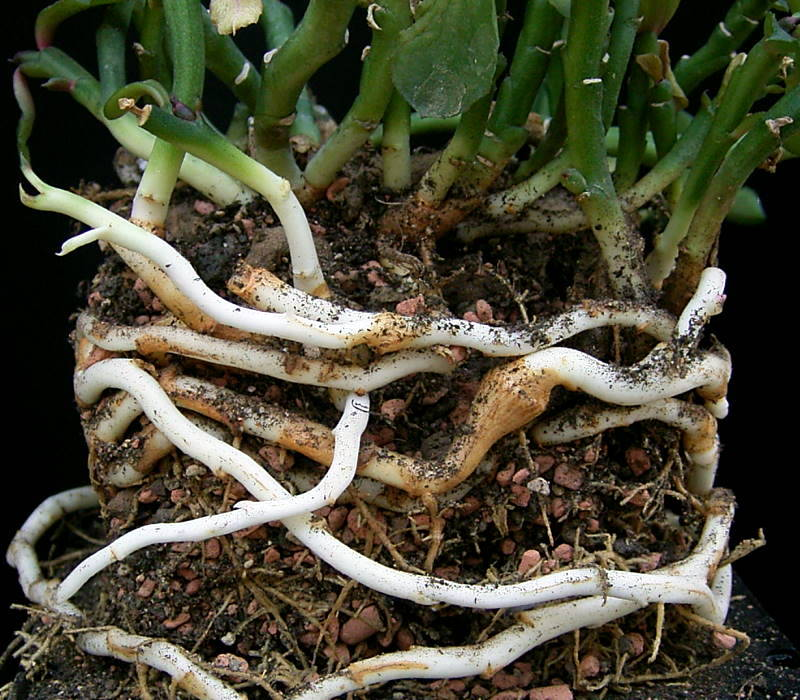
Euphorbia rhizophora（トウダイグサ科）の根茎
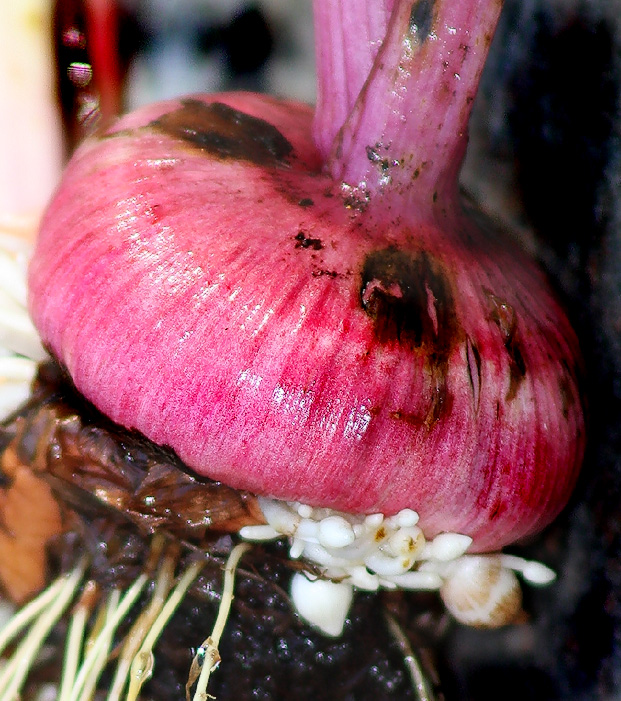
グラジオラス（アヤメ科）の球茎
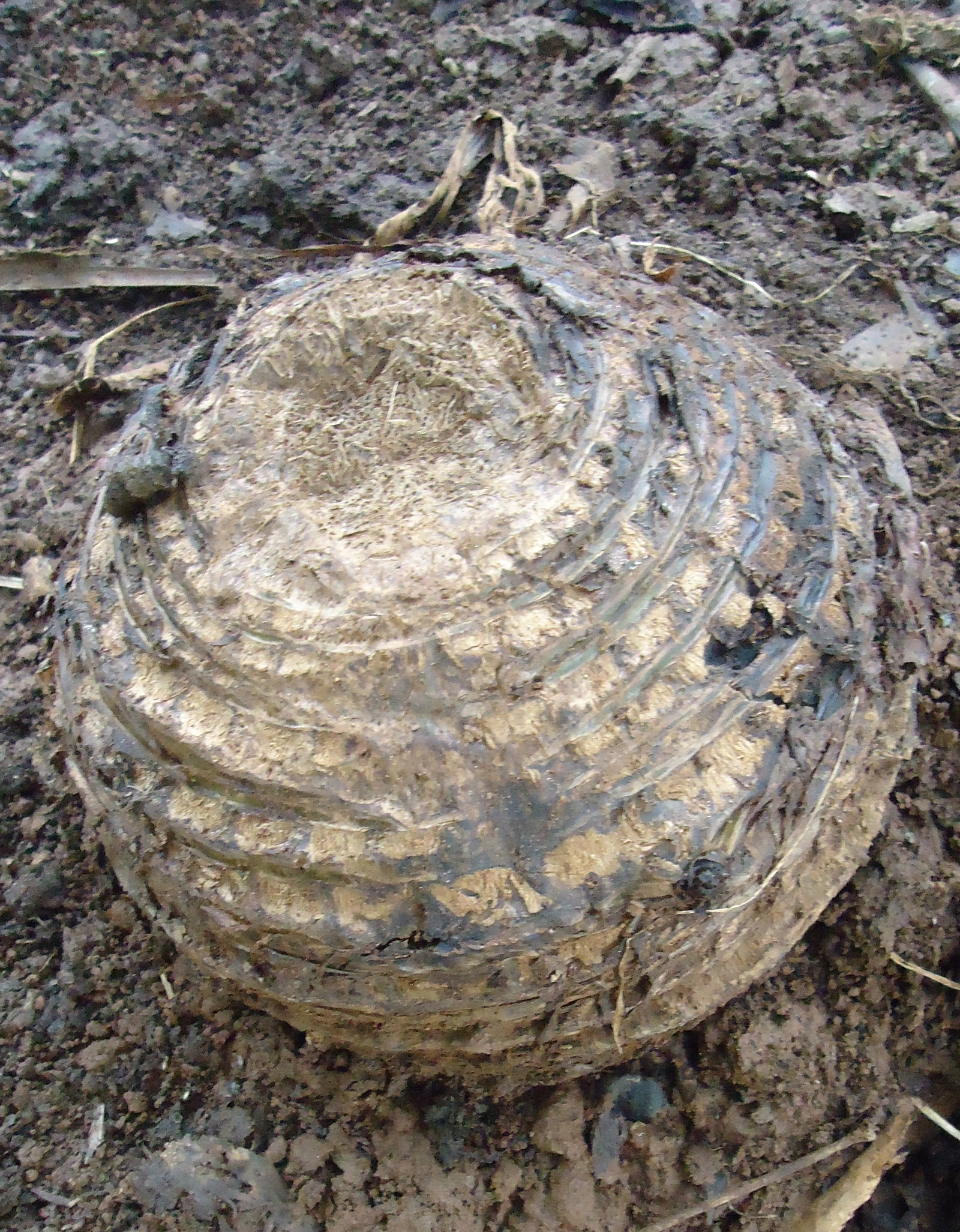
バナナ（バショウ科）の球茎
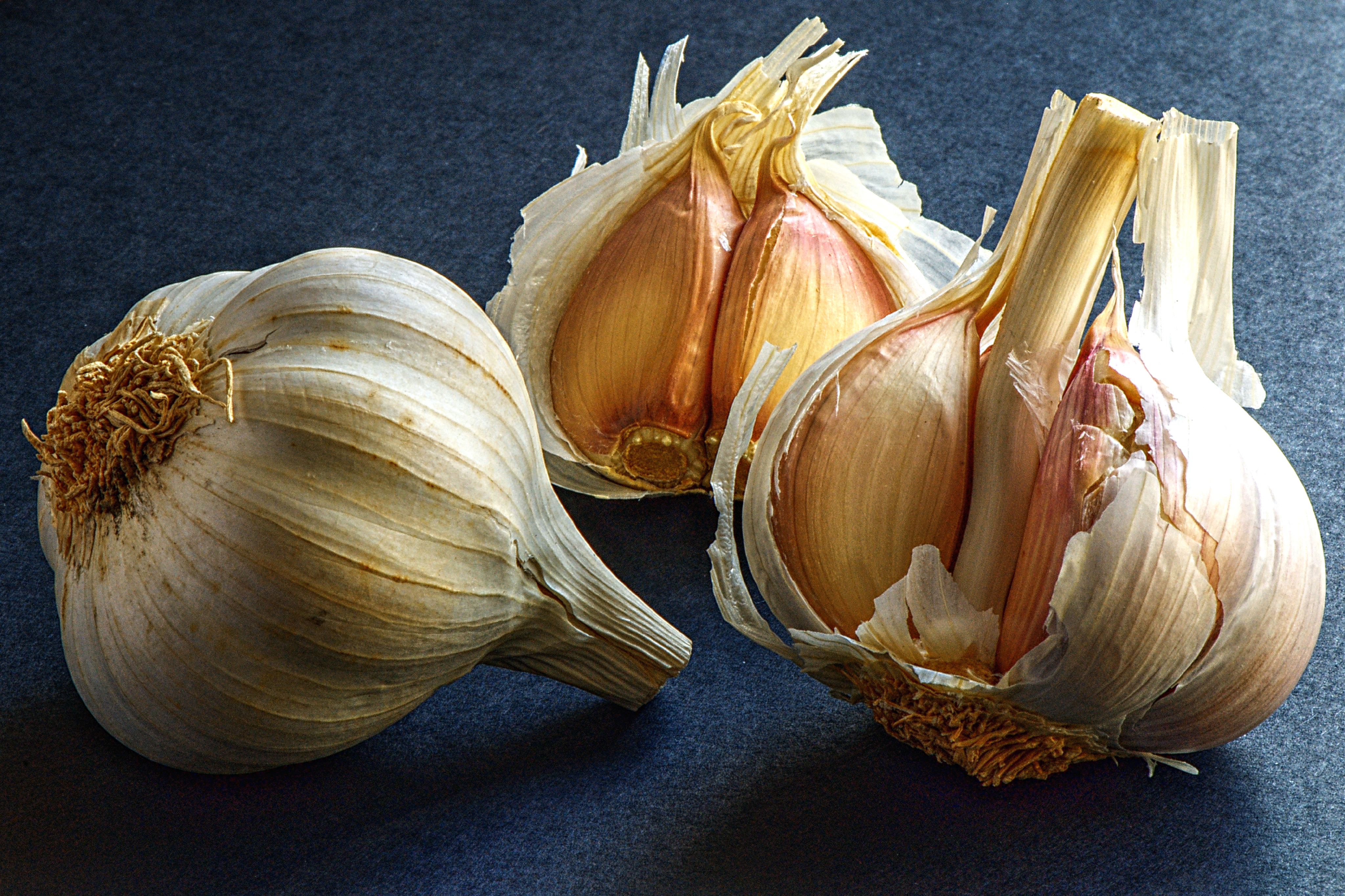
ニンニク（ヒガンバナ科）の鱗茎